# Dicranella stackhousiana
Dicranella stackhousiana är en bladmossart som beskrevs av Brotherus 1901. Dicranella stackhousiana ingår i släktet jordmossor, och familjen Dicranaceae. Inga underarter finns listade i Catalogue of Life.